# Alyssa Milano
Alyssa Jayne Milano (New York, 19 dicembre 1972) è un'attrice, doppiatrice e cantante statunitense.
Fece il suo esordio da bambina, ricoprendo il ruolo di Samantha nella sitcom Casalingo Superpiù. Nel corso degli anni novanta ha partecipato a diverse pellicole cinematografiche e televisive, e in particolare ha raggiunto la notorietà prendendo parte alle serie televisive Melrose Place e Streghe, dove interpreta Phoebe Halliwell, una delle protagoniste, fino al 2006.
Durante gli anni novanta ha intrapreso anche la carriera di cantante, realizzando quattro album in studio, una compilation, cinque singoli e altrettanti video musicali, riscuotendo successo anche in Europa e in Giappone.

## Biografia
Nasce a New York City (Brooklyn) ma cresce a Staten Island. Figlia di genitori italo-americani, Lin modista e scopritrice di talenti e Thomas M. Milano, compositore di colonne sonore. Ha un fratello, Cory, nato nel 1982, cantante del gruppo Chloroform Days e attore. È cugina dell'attore Eric Lloyd.
Inizia la sua carriera a otto anni quando ottiene la parte a un'audizione per un tour nazionale di Annie a Broadway. È apparsa in spot televisivi e altre produzioni di Broadway. A undici anni guadagna il suo primo ruolo importante nella serie televisiva Casalingo Superpiù, al fianco di Tony Danza, Judith Light, Danny Pintauro e Katherine Helmond. Interpretava Samantha, la figlia di Tony Micelli. Ottenuta la parte, la sua famiglia si trasferisce da Staten Island a Hollywood.

Alyssa Milano (a destra) alla Casa Bianca nel 1987 con la first lady statunitense, Nancy Reagan

Nel 1985 fu ingaggiata nel film Commando nei panni di Jenny, figlia di John Matrix (interpretato da Arnold Schwarzenegger). Nel 1988 il suo volto ispira i disegnatori de La sirenetta per la creazione del personaggio di Ariel. Sul palcoscenico ha recitato in Tender Offer, una commedia ad atto unico scritta da Wendy Wasserstein, All Night Long dell'autore americano John O'Keefe, e nel primo adattamento americano del musical Jane Eyre. È tornata in teatro nel 1991, producendo e recitando in Butterflies Are Free. Nel 1996 appare nel video del singolo Josie dei Blink-182.
Dopo l'esperienza in Casalingo Superpiù (1984-1992), ottiene maggiore successo in televisione nelle vesti di Jennifer Mancini in Melrose Place (1997-1998), Meg Winston in Spin City e Phoebe Halliwell in Streghe (1998-2006). Sia lei sia l'amica intima Holly Marie Combs diventano produttrici esecutive di Streghe durante la quinta stagione dello show. La serie, che è stato un grande successo di pubblico, si è poi conclusa con l'ottava stagione.
Nel 2007 prende parte alla serie televisiva Reinventing the Wheelers. L'anno successivo apparve in dieci episodi della serie My Name Is Earl. Lo stesso anno appare in alcuni spot pubblicitari per Veet, SheerCover e ProActiv Solution. Sempre nel 2007 prende parte alla produzione speciale di TBS Hot Corner della Major League Baseball. realizzando servizi al Fenway Park durante l'American League Division Series tra i Boston Red Sox e i Los Angeles Angels e altri al Chase Field durante la National League Championship Series tra gli Arizona Diamondbacks e Colorado Rockies.

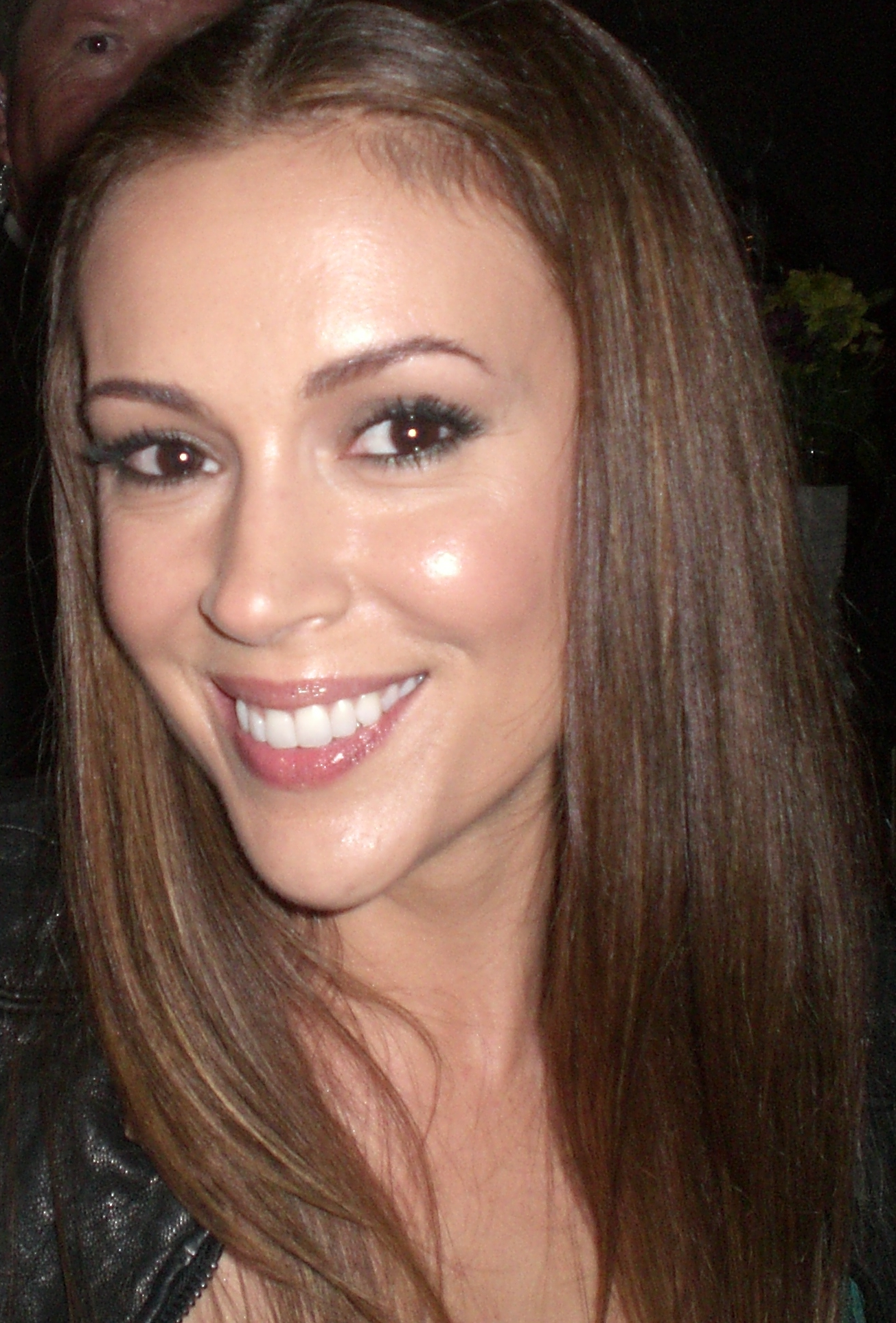
Alyssa Milano nel 2008

Nel 2008 recita nel film Pathology, con Milo Ventimiglia, ed entra nel cast di una nuova serie televisiva comica Single with Parents per la stagione 2008-2009, successivamente cancellata. Lo stesso anno affianca James Caan e Jason Gedrick nel film Disposta a tutto, diretto da Jerry Ciccoritti. Nel 2009 prende parte a un'altra serie televisiva, Romantically Challenged, dove interpreta Rebecca, per la regia di Ricky Blitt, già sceneggiatore de I Griffin.
Ha anche partecipato ad alcune parodie realizzate dal sito web Funny or Die: The Uncler, parodia del film The Wrestler, e Alyssa Milano's Evolution: Jersey Shore, parodia del reality show Jersey Shore. Lo stesso anno pubblica il suo primo libro, Safe at Home: Confessions of a Baseball Fanatic, una sorta di autobiografia, nella quale racconta le origini della sua passione per il baseball, e di come tale passione ha influenzato la sua vita nel corso degli anni. Nel 2013 e 2014 ha recitato nella serie televisiva Mistresses - Amanti, dove interpreta Savi, una delle quattro donne protagoniste; lascia la serie al termine della seconda stagione per rimanere a Los Angeles con la famiglia in seguito allo spostamento del set della serie a Vancouver. Inoltre durante The Wendy Williams Show l’attrice ha ammesso di essere stata l’ispirazione per il personaggio di Ariel nel film La sirenetta della Disney.

## Vita privata
Dopo aver avuto una breve relazione nel 1993 con l'attore Scott Wolf, il 1º gennaio 1999 si è sposata con Cinjun Tate del gruppo Remy Zero. I due divorziano nel dicembre dello stesso anno. Dall'agosto 2001 al gennaio 2002 ha avuto una relazione con il collega Brian Krause con cui ha recitato in Streghe. Inoltre sempre nei primi anni 2000 ha avuto una relazione con il cantante Justin Timberlake. Il 15 agosto 2009 sposa David Bugliari, anch'egli di origini italo americane, agente della Creative Artists Agency: la coppia ha avuto due figli.

## Filantropia
È stata nominata ambasciatrice del Global Network for Neglected Tropical Diseases, associazione per il controllo delle malattie tropicali alla quale ha donato 250.000 dollari. È inoltre ambasciatrice dell'UNICEF per gli Stati Uniti. È andata in India e in Angola, per lavorare con i delegati dell'UNICEF impegnati in queste zone. Nell'autunno 2004, ha dato il via alla campagna Trick-or-Treat for UNICEF in qualità di portavoce ufficiale. Ha raccolto la cifra approssimativa di 50.000 dollari per le donne e i bambini del Sudafrica malati di AIDS. È apparsa in molte campagne pubblicitarie della PETA. Oltre alla PETA, Milano supporta l'organizzazione per la protezione della vita marina Sea Shepherd. Insieme a Eva Longoria, Alyssa Milano si impegna per pene più severe per chi abusa degli animali. Insieme all'autrice Debbie Rigaud, Milano ha pubblicato due libri per bambini per «ispirare una generazione di benefattori».

## Filmografia

### Cinema
- Old Enough, regia di Marisa Silver (1984)
- Commando, regia di Mark L. Lester (1985)
- Il fantasma di Canterville, regia di Paul Bogart (1986)
- La corsa più pazza del mondo 2 (Speed Zone!), regia di Jim Drake (1989)
- Tutti conoscono Roberta (Little Sister), regia di Jimmy Zeilinger (1992)
- I dannati di Hollywood (Where the Day Takes You), regia di Marc Rocco (1992)
- Conflitto d'interessi (Conflict of Interest), regia di Gary Davis (1993)
- Double Dragon, regia di James Yukich (1994)
- Deadly Sins, regia di Michael Robison (1995)
- Embrace of the Vampire, regia di Anne Goursaud (1995)
- Ultimo appello (Glory Daze), regia di Rich Wilkes (1995)
- Jimmy Zip, regia di Robert McGinley – cortometraggio (1996)
- La mia peggiore amica 2 (Poison Ivy II), regia di Anne Goursaud (1996)
- Paura (Fear), regia di James Foley (1996)
- Ricercati vivi o morti (Public Enemies), regia di Mark L. Lester (1996)
- Party fatale (Below Utopia), regia di Kurt Voß (1997)
- Piscine - Incontri a Beverly Hills (Hugo Pool), regia di Robert Downey Sr. (1997)
- Mai dire sempre (Buying the Cow), regia di Walt Becker (2002)
- Kiss the Bride, regia di Vanessa Parise (2002)
- Dickie Roberts - Ex piccola star (Dickie Roberts: Former Child Star), regia di Sam Weisman (2003)
- The Blue Hour, regia di Eric Nazarian (2007)
- Pathology, regia di Marc Schölermann (2008)
- Il fidanzato della mia ragazza, regia di Daryn Tufts (2010)
- Libera uscita (Hall Pass), regia di Peter e Bobby Farrelly (2011)
- Capodanno a New York (New Year's Eve), regia di Garry Marshall (2011)
- Little Italy - Pizza, amore e fantasia (Little Italy), regia di Donald Petrie (2018)

### Televisione
- Casalingo Superpiù (Who's the Boss?) – serie TV, 196 episodi (1984-1992)
- Il fantasma di Canterville (The Canterville Ghost), regia di Paul Bogart – film TV (1986)
- Driving Academy - Scusi, dov'è il freno? (Crash Course), regia di Oz Scott – film TV (1988)
- La sera del ballo (Dance 'Til Dawn), regia di Paul Schneider – film TV (1988)
- Living Dolls – serie TV, episodi 1x01-1x02 (1989)
- The American Film Institute Presents: TV or Not TV?, regia di Jay Dubin – film TV (1990)
- Casualties of Love: The Long Island Lolita Story, regia di John Herzfeld – film TV (1993)
- Candles in the Dark, regia di Maximilian Schell – film TV (1993)
- A casa con i Webber (The Webbers), regia di Brad Marlowe – film TV (1993)
- Confessions of a Sorority Girl, regia di Uli Edel – film TV (1994)
- Oltre i limiti (The Outer Limits) – serie TV, episodio 1x16 (1995)
- Disposta a tutto (The Surrogate), regia di Jan Egleson e Raymond Hartung – film TV (1995)
- Il coraggio del cuore (To Brave Alaska), regia di Bruce Pittman – film TV (1996)
- Melrose Place – serie TV, 40 episodi (1997-1998)
- Spin City – serie TV, episodi 2x11-5x17 (1997-2001)
- Corsa all'oro (Goldrush: A Real Life Alaskan Adventure), regia di John Power – film TV (1998)
- Fantasilandia (Fantasy Island) – serie TV, episodio 1x02 (1998)
- Streghe (Charmed) – serie TV, 178 episodi (1998-2006) - Phoebe Halliwell
- The Diamond Hunters, regia di Dennis Berry – miniserie TV (2001)
- I Griffin (Family Guy) – serie TV, episodio 3x03 (2001)
- Reinventing the Wheelers, regia di Lawrence Trilling – episodio pilota scartato (2007)
- My Name Is Earl – serie TV, 10 episodi (2007-2008)
- Single with Parents, regia di Michael Engler – episodio pilota scartato (2008)
- Disposta a tutto (Wisegal), regia di Jerry Ciccoritti – film TV (2008)
- Castle – serie TV, episodio 2x12 (2010)
- Domeniche da Tiffany (Sundays at Tiffany's), regia di Mark Piznarski – film TV (2010)
- Romantically Challenged – serie TV, 6 episodi (2010-2011)
- Breaking In – serie TV, episodi 1x02 e 2x09 (2011-2012)
- Mistresses - Amanti (Mistresses) – serie TV, 26 episodi (2013-2014)
- America's Next Drag Queen (RuPaul's Drag Race) (2015)
- Wet Hot American Summer: Ten Years Later – serie TV, 5 episodi (2017)
- Insatiable – serie TV, 18 episodi (2018-2019)
- Una proposta seducente (Tempting Fate), regia di Manu Boyer e Kim Raver – film TV (2019)
- Grey's Anatomy – serie TV, episodio 16x03 (2019)
- You Are My Home, regia di Amanda Raymond – film TV (2020)
- The Now – serie TV (2021)
- Brazen, regia di Monika Mitchell – film TV (2022)

### Doppiatrice
- Lilli e il vagabondo II - Il cucciolo ribelle (Lady and the Tramp II: Scamp's Adventure), regia di Darrell Rooney e Jeannine Roussel (2000)
- Le avventure di Jimmy Neutron (The Adventures of Jimmy Neutron: Boy Genius) – serie TV, episodi 2x18-2x20 (2004)
- Dinotopia - Alla ricerca del rubino del sole (Dinotopia: Quest for the Ruby Sunstone), regia di Davis Doi (2005)
- Ghostbusters, regia di Kody Sabourin e David Wheeler – videogioco (2009)
- Kick Chiapposky - Aspirante stuntman (Kick Buttowski: Suburban Daredevil) – serie TV, episodio 1x20 (2010)
- DC Showcase: The Spectre, regia di Joaquim Dos Santos – cortometraggio (2010)
- Beverly Hills Chihuahua 2, regia di Alex Zamm (2011)
- Planes, regia di Klay Hall (2013)

### Videoclip
- Teen Steam (1988)
- Josie, Blink-182 (1996)

## Discografia
Gli album furono commercialmente disponibili esclusivamente in Giappone, ad eccezione di un singolo disponibile solo in Francia ed un altro disponibile solo negli Stati Uniti d'America.

### Album
- 1989 – Look in My Heart (Pony Canyon)
- 1989 – Alyssa (Pony Canyon)
- 1991 – Locked Inside a Dream (Pony Canyon)
- 1992 – Do You See Me (Pony Canyon)

### Singoli
- 1989 – What a Feeling
- 1989 – Look In My Heart
- 1989 – Straight to the Top
- 1989 – I Had a Dream
- 1989 – Happiness
- 1990 – The Best in the World
- 1990 – I Love When We're Together (non contenuto nell'album)
- 1991 – New Sensation
- 1991 – Voices That Care (non contenuto nell'album)
- 1992 – Do You See Me?
- 1993 – No Secret (pubblicato solo in Francia)

### Compilation
- 1990 – The Best in the World (Pony Canyon)
- 1995 – The Very Best of Alyssa Milano (Pony Canyon)

### Altre registrazioni
- 1988 – Teen Steam (canzone contenuta in un video prodotto da Alyssa Milano)

## Libri
- Project Middle School - Alyssa Milano's Hope #1 (2019)
- Project Animal Rescue - Alyssa Milano's Hope #2 (2020)

## Riconoscimenti
- Young Artist Award
  - 1986 – Miglior attrice non protagonista in una serie TV per Casalingo Superpiù
  - 1987 – Candidatura alla miglior giovane attrice in un film per Commando
  - 1987 – Miglior Attrice non protagonista in una serie TV per Casalingo Superpiù
  - 1988 – Miglior attrice in una serie TV per Casalingo Superpiù
  - 1989 – Candidatura alla miglior giovane attrice in uno speciale, pilot o miniserie per La sera del ballo

- Kids' Choice Awards
  - 1988 – Miglior attrice per Casalingo Superpiù
  - 1989 – Attrice preferita per Casalingo Superpiù

- Annie Award
  - 2001 – Candidatura alla miglior doppiatrice di un lungometraggio animato per Lilli e il vagabondo II - Il cucciolo ribelle

- Teen Choice Awards
  - 2006 – Candidatura alla miglior attrice TV per Streghe

- WIN Award
  - 2009 – Candidatura alla Migliore attrice protagonista in un film TV o miniserie per Disposta a tutto

## Doppiatrici italiane
Nelle versioni in italiano dei suoi film, Alyssa Milano è stata doppiata da:
- Maura Cenciarelli in Streghe, Diamond Hunters, Castle, Breaking In, Wet Hot American Summer: Ten Years Later, Una proposta seducente, Grey's Anatomy, Elsbeth
- Rossella Acerbo in Mai dire sempre, Domeniche da Tiffany
- Laura Latini in Dickie Roberts - Ex piccola star, Disposta a tutto (1995)
- Stella Musy in Melrose Place, Mistresses - Amanti
- Giò Giò Rapattoni in My Name is Earl, Insatiable
- Francesca Guadagno in Double Dragon
- Mavi Felli in La mia peggiore amica 2
- Deborah Ciccorelli in Paura
- Alessandra Karpoff in Piscine - Incontri a Beverly Hills
- Sabine Cerullo in Il fidanzato della mia ragazza
- Tiziana Avarista in Little Italy - Pizza, amore e fantasia
- Federica De Bortoli in Casalingo superpiù
- Antonella Baldini in Il fantasma di Canterville
- Germana Longo in Driving Academy - Scusi, dov'è il freno?
- Manuela Cenciarelli in La sera del ballo
- Francesca Fiorentini in Il coraggio del cuore
- Barbara De Bortoli in Corsa all'oro
- Claudia Catani in Disposta a tutto (2008)
- Domitilla D'Amico in Brazen

Da doppiatrice è sostituita da:
- Domitilla D'Amico in Lilli e il Vagabondo II - Il cucciolo ribelle
- Letizia Ciampa in Dinotopia - Alla ricerca del rubino del sole